# Parafia św. Jadwigi Śląskiej w Nowym Lesie
Parafia Świętej Jadwigi Śląskiej w Nowym Lesie – parafia rzymskokatolicka, znajdująca się w diecezji opolskiej, w dekanacie Głuchołazy.